# Jurgowskie Czuby

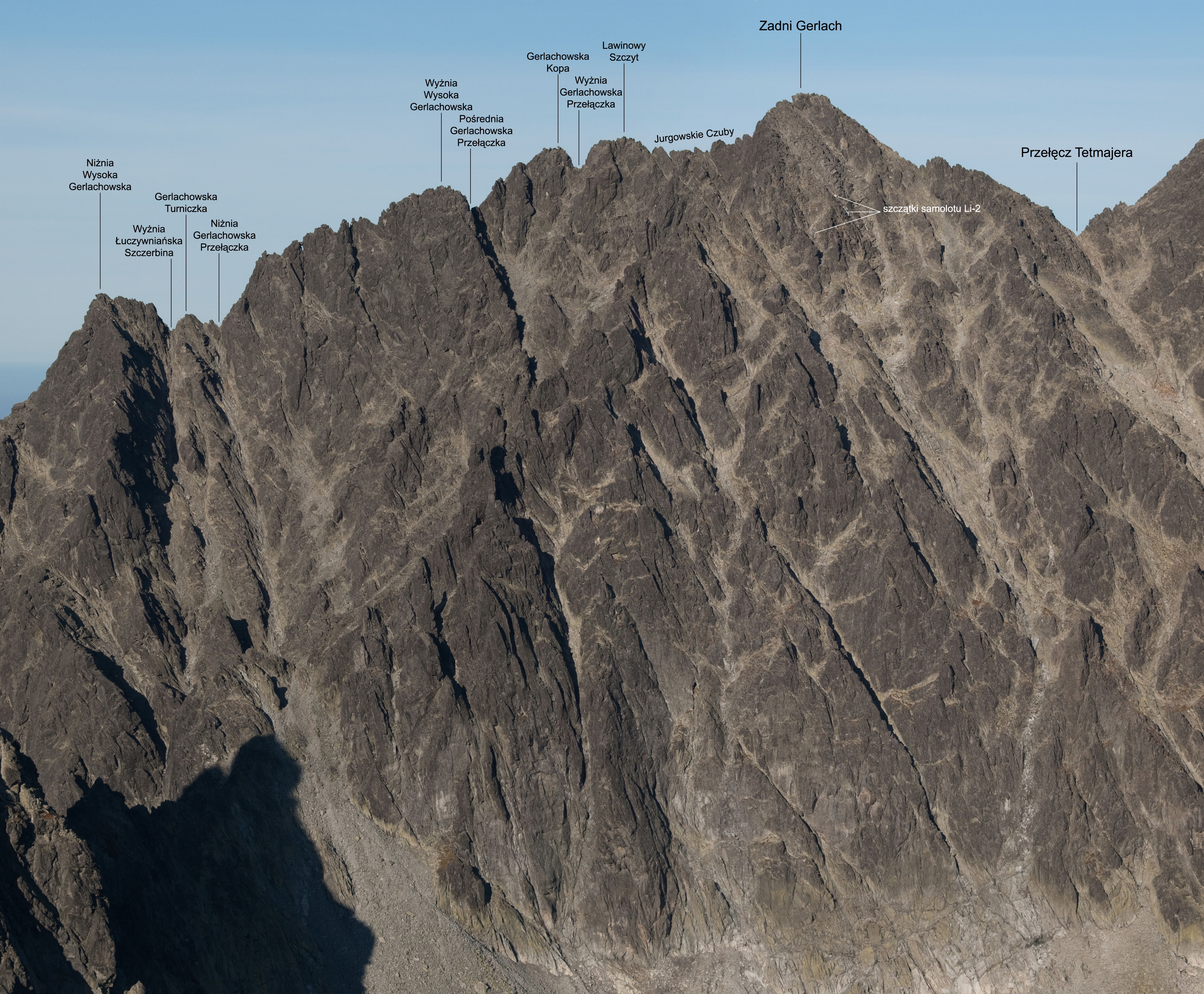
Jurgowskie Czuby (wśród podpisanych obiektów)

Jurgowskie Czuby (słow. Jurgovské zuby) – trzy zęby skalne znajdujące się w masywie Gerlacha w słowackich Tatrach Wysokich. Leżą w ich głównej grani, nieco na północny wschód od wierzchołka Zadniego Gerlacha. Od niego oddzielone są Wyżnią Jurgowską Szczerbiną, natomiast od Lawinowego Szczytu oddziela je Niżnia Jurgowska Szczerbina. Granią Jurgowskich Czub nie prowadzą żadne znakowane szlaki turystyczne.
Nazwa Jurgowskich Czub pochodzi od nazwy spiskiej wsi Jurgów.

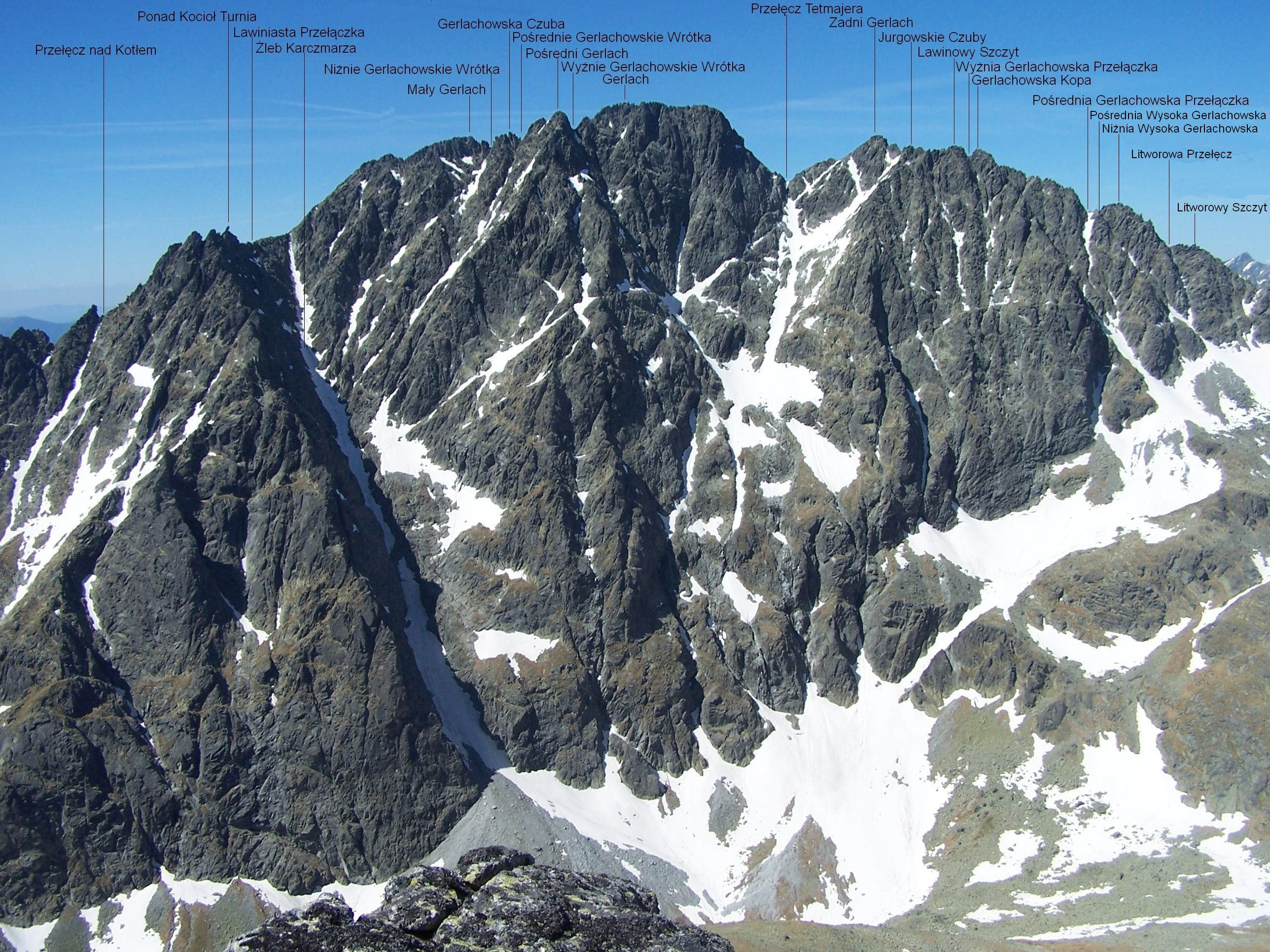
Położenie w grani Gerlacha
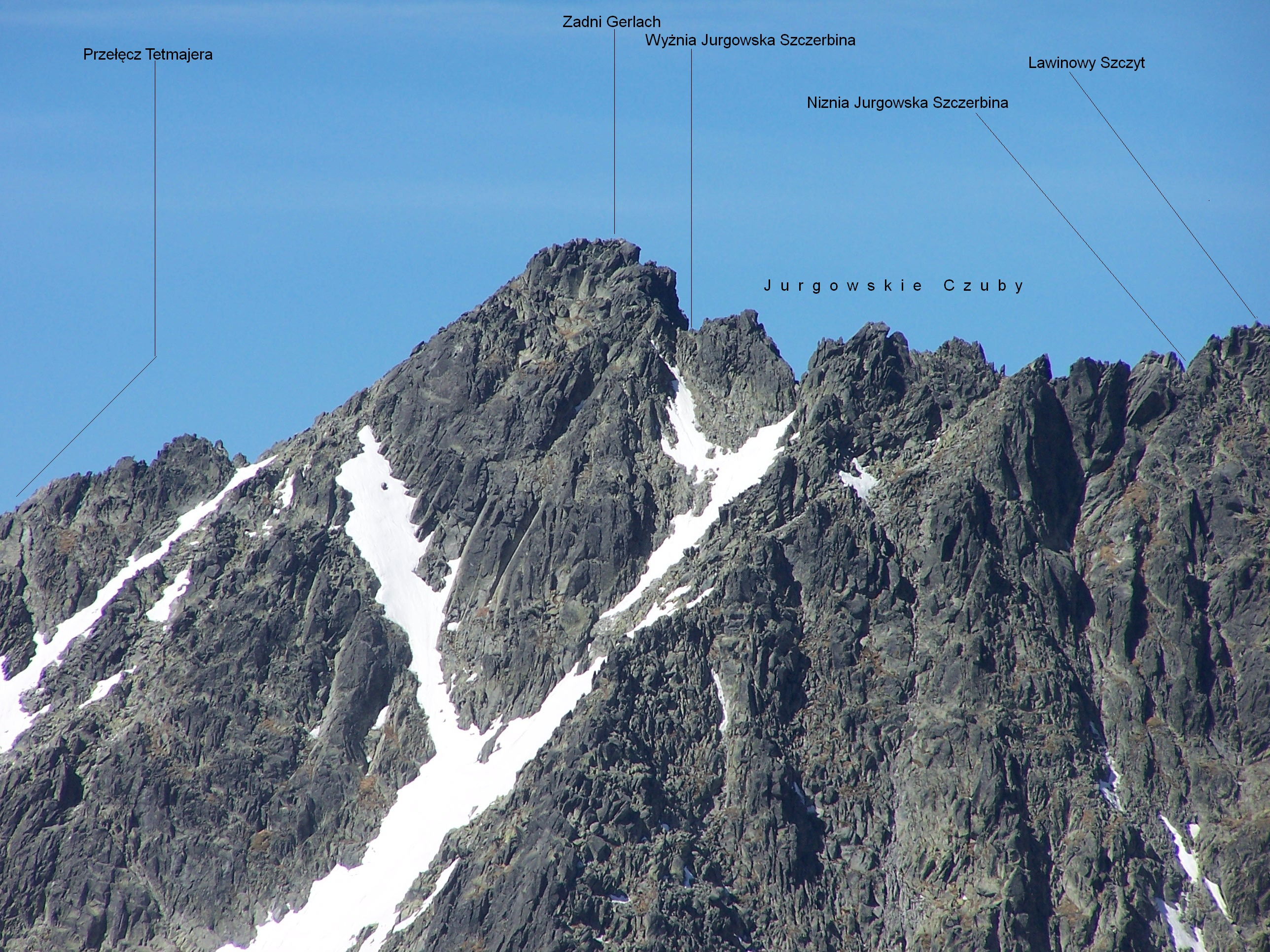
Widok ze Staroleśnego Szczytu

## Historia
Pierwsze wejścia turystyczne:
- Janusz Chmielowski, Klemens Bachleda i Stanisław Stopka, 26 lipca 1904 r. – letnie,
- Pavel Krupinský i Matthias Nitsch, 22 marca 1936 r. – zimowe.